# 宋延芳
宋延芳，字小鬆，號炯之，贵州瓮安人，清朝政治人物、進士出身。

## 生平
嘉慶十六年（1811年）辛未科進士，二甲六十一名，後官內閣中書。